# CANape
CANape是Vector Informatik開發的軟體工具，此工具主要用在車廠以及汽車產業的電子控制器（ECU）製造商，用在电子控制器運行時的算法校正。

## 說明
在校正电子控制器時，需針對不同的車款校正其控制行為。校正過程不是直接修改程式碼，而是調整電子控制器的參數，校正會用到量測及校正系統（例如實驗室中的CANape），會在測試台上校正，也會在試車時在實車上校正。為了評估參數調整的效果，開發工程師會用常規的量測技術在传感器及执行器上量測，並且讀取电子控制器的資料，以存取相關的過程變數。ECU內部的量測資料（例如計算函數的中間值），可以用ASAM標準化協定XCP或CCP來取得，也可以透過ECU的標準介面（CAN、FlexRay、LIN、以太网/BroadR-Reach）。針對高性能ECU的存取，可以用外部硬體介面（例如Vector的VX1000系統）將微處理器的專用介面（例如JTAG、DAP、AURORA）轉換到XCP on Ethernet。CANape校正的典型應用是線上校正，是直接修改ECU中的參數。所得的控制特性可以直接量測並且檢查。利用此作法，可以用ECU中的量測資料或是車輛上的實體量測變數進行精確分析，以確認具體變化的效果。

## 功能
需要修改參數的功能會以CANape的標準功能實現：量測、分析（手動或自動）、校正、校正資料管理及燒錄。CANape也可以透過診斷協定針對支援的資料及函式進行符號存取，並且支援在XCP on FlexRay的校正。有選項可以擴展CANape的機能，可以在Simulink運行時存取模型、跳過函式等功能。
CANape有自身的巨集語言CASL（Calculation and Scripting Language）。CASL是信號導向的語言，具有函式編輯器可以撰寫跨設備的函式及巨集，其語法類似C語言，其中有提到IntelliSense input、程式碼blocks及許多內建的函式群。可以進行CANape的自動化。

## 版本
1.0版在1996年發行，6.0版之前的版本稱為CANape Graph。最新版本是2019年10月發行的17.0版。

## 支援通訊協定
ECU內部的參數可以透過標準化的量測及標準協定來取得，例如CCP（CAN校正協定）及XCP（通用量測及校正協定）。CANape是第一個可以存取XCP on CAN和XCP on FlexRay的量測及校正工具。
以下是2015年6月時，支援的ASAM標準：
- AE MCD-1 XCP
- XCP on CAN介面參考
- XCP on Ethernet介面參考
- XCP on FlexRay介面參考
- XCP on SxI介面參考
- XCP on USB介面參考
- AE MCD-1 CCP
- AE MCD-2MC ASAP2/A2L
- AE MCD-2D ODX
- AE MCD-2 Fibex（英语：Fibex）
- AE MCD-3
- COM/DCOM介面參考
- ASAP3（自動化／最佳化介面）
- MDF

其他支援的介面有
- 配合DBC說明格式的CAN
- CAN FD、乙太網、BroadR-Reach、SOME/IP、FlexRay、LIN、SAE J1939、GMLAN和MOST
- KWP2000 on K-Line
- ISO 14230（KWP2000 on CAN）及ISO 14229（UDS）
- 傳輸協定ISO/TF2和VW-TP2.0
- 第三方廠商的量測設備和硬體介面整合
- iLinkRT

若開發任務的量測資料吞吐量大到30 MByte/s，可以用Vector的VX1000系統來存取微處理器相關的資料追蹤及除錯介面，例如JTAG、DAP、LFAST、RTP/DMM、Nexus AUX或AURORA。

## 外部連結
- CANape on the web site of Vector （页面存档备份，存于）
- ASAM (Association for Standardisation of Automation and Measuring Systems) – CCP and XCP at standard category "ASAM AE (Automotive Electronics) – Software Development, Connection and Use of Controllers"